# Motown 50
Motown 50 é um álbum comemorativo da já extinta gravadora Motown e foi certificado com Disco de Ouro pelas mais de 30 mil cópias vendidas no Brasil, de acordo com a ABPD. Sua faixa conta com os artistas que mais fizerem sucesso da gravadora.

## Vendas e certificações
| País          | Certificação | Vendas  |
| ------------- | ------------ | ------- |
| Brasil - ABPD | Ouro         | 30,000+ |